# Blossoms
Blossoms – brytyjski kwintet założony w 2013 roku. 
Zespół powstał w 2013. Tworzy go pięciu muzyków - wszyscy urodzili się w szpitalu Stepping Hill w Manchesterze i zamieszkiwali w mieście Stockport. Założycielami zespołu byli Tom Ogden – gitarzysta oraz Joe Donovan – perkusista. Inspiracje muzyczne czerpali od lokalnych zespołów "Oasis" i "The Stone Roses". Nazwę powzięli od miejscowego klubu muzycznego "The Blossoms" w Stockport. 
Pierwszego singla nagrali za sumę 60 funtów w 2013 - "You Pulled a Gun on Me", ale mieli problemy z jego rejestracją. Pierwszym oficjalnym singlem był "Blow" z sierpnia 2014. W marcu 2015 wyruszyli na pierwszą trasę koncertową towarzysząc "The Charlatans" i "The Courteeners". Występowali na festiwalach SXSW w Austin (USA) oraz The Great Escape w Brighton. W sierpniu 2015 podpisali kontrakt z wytwórnią Virgin EMI Records, czego efektem była debiutancka płyta "Blossoms". W 2016 wystąpili na Orange Warsaw Festival w Warszawie. W tym samym roku byli nominowani do nagrody "Sound of 2016" przyznawanej przez stację BBC (zajęli ostatecznie czwartą pozycję).